# 6339 Giliberti
6339 Giliberti este un asteroid din centura principală de asteroizi.

## Descriere
6339 Giliberti este un asteroid din centura principală de asteroizi. A fost descoperit pe 20 septembrie 1993 la Colleverde de Vincenzo Silvano Casulli. El prezintă o orbită caracterizată de o semiaxă mare de 2,37 ua, o excentricitate de 0,21 și o înclinație de 4,8° în raport cu ecliptica.